# Frédérique Matla
Frédérique Matla (Huizen, 28 de diciembre de 1996) es una jugadora holandesa de hockey sobre césped. 

## Trayectoria
Matla formó parte de la selección de Países Bajos en la Copa Mundial Juvenil de 2016, donde terminó como máxima goleadora del torneo con 12 goles. 
Fue medallista de oro en París 2024 y Tokio 2020.